# Teleprecision
Teleprecision este o companie distribuitoare de echipamente de înaltă tehnologie din România.
Înființată în anul 2000, firma este deținută de compania grecească G-Systems și este distribuitor autorizat în România al diviziei Sisteme Electronice de Măsură și Control al Agilent Technologies.
Cifra de afaceri în 2006: 5 milioane euro